# Аквариум
«Аква́риум» (укр. Акваріум) — радянський та російський рок-гурт, один з найдавніших нині діючих російських рок-гуртів. Дата заснування — 1972 рік. Незмінний член та лідер гурту — Борис Гребенщиков. Членами гурту в різний час були Анатолій Гуницький, Дюша Романов, Сергій Курьохін, Олег Сакмаров, Всеволод Гаккель та ін.

## Радянський «Акваріум»
«Акваріум» був утворений в 1972 році двома друзями: Борисом Гребенщиковим, тоді студентом Ленінградського державного університету, та Анатолієм (Джорджем) Гуницьким, драматургом і поетом.
Перший склад був таким: Гребенщиков, Джордж (барабани), Олександр Цацаніді (бас), Олександр Васильєв (клавішні), Валерій Обогрелов (звук). Наприкінці 1972 недовго членом гурту був гітарист Едмунд Шклярський, який пізніше став лідером «Пікніка». Бас-гітарист Михайло Файнштейн-Васильєв (Фан), перший професійний музикант в «Акваріумі», приєднався в січні 1973 року. У тому ж році клавішник Андрій «Дюша» Романов також приєднався до групи, і, натхненний рок-флейтистами Річардом Мейєром, Яном Андерсоном, невдовзі перекваліфікувався на флейтиста.

### Ранні концерти
Спочатку гурт лише проводив репетиції, але в 1972 році все ж був один маленький концерт за містом.
У 1970-х і на початку 1980-х, рок-н-рол в Радянському Союзі перебував під забороною, виняток становила лише дуже мала кількість музикантів, затверджених урядом для запису лейблом Мелодія. Тому перші концерти «Акваріума» проходили на квартирах і були, як правило, акустичні, оскільки галас міг призвести до того, що сусіди зателефонують в міліцію, але обмежений простір створював атмосферу інтимності між гуртом та її аудиторією, яка слухала, затамувавши подих. Хтось міг записувати концерт на простий магнітофон. Це було схоже на концепцію бардівської пісні.
У 1973 році «Акваріум» отримав свій перший досвід живого концерту, коли Борис Гребенщиков заспівав на нічному концерті в Юкках дві пісні Кета Стівенса.
Під час канікул у січні - лютому 1973 року Гребенщиков і Джордж написали матеріал для свого дебютного альбому «Спокуса святого Акваріума» (рос. Искушение святого Аквариума). Група записала альбом домашнім записувальним обладнанням, з різними результатами якості звуку. Альбом «Спокуса святого Акваріума» довгий час вважався втраченим, але в 1997 році запис був знайдений і випущений в 2001 році на компакт-диску в складі збірника «Доісторичний Акваріум».

### Театр та регулярні концерти
У 1974 році група активно брала участь в аматорському театрі абсурду, котрий грав свої п'єси на сходах Інженерного замку. Проте, коли театр очолив професійний режисер Ерік Горошевський, Гребенщиков розчарувався в ідеї злиття рока, поезії і театру, і гурт сконцентрувався на музичній діяльності.
В наступному році, коли було записано неномерний альбом «Таїнство шлюбу» (рос. Таинство брака), Джордж покинув групу і зосередився на театральній діяльності. У записі того альбому взяв участь гітарист Майк Науменко, який згодом став лідером «Зоопарка».
З 1976 року «Акваріум» почав регулярно виступати з концертами. Їх перший концерт був 25 лютого 1976 року у складі з Борисом Гребенщиковим, Севою Гаккелем і Дюшою Романовим. 10 березня «Акваріум» став несподіваним гостем на Талліннському фестивалі популярної музики, де гурт зіграв набір з чотирьох акустичних пісень і виграв приз за найцікавішу і найрізноманітнішу програму. Там відбулось і знайомство з Андрієм Макаревичем.

### Рок-фестиваль у Тбілісі
«Акваріум» увірвався у свідомість радянської рок-сцени після виступу у Тбілісі у 1980 році на Рок-фестивалі. Гурт викликав скандал своїм виступом, який вважався дивним і шокуючим. Під час виступу, Гребенщиков ліг на сцену і зробив провокаційні рухи під час гри на гітарі, в результаті чого всі члени журі демонстративно покинули зал. «Акваріум» був звинувачений у пропаганді гомосексуальності (гітарні дії), інцесту (Гребенщиков змінив слова під час виконання пісні «Марина», хоча це, можливо, було через погану техніку) та ганебній поведінці, його намагались виключити з фестивалю. Цей інцидент став відомим в Ленінграді, і в результаті Гребенщиков втратив роботу і був виключений з комсомолу (ВЛКСМ). Тим не менш, хоча гурт не отримав жодних призів, цей виступ зробив «Акваріум» символом радянської альтернативної культури.
До 1987 року «Акваріум» записував всі свої альбоми на живих концертах та на самоорганізованій підпільній студії (декілька учасників вдало застосовували свою інженерну освіту), замаскованій під «Клуб юних техніків». Помітним винятком був альбом «Радіо Африка» (рос. Радио Африка) (1983), який був таємно записаний з використанням урядової мобільної студії MCI московського відділення фірми «Мелодія» і підкупленим монтером.

### Основний успіх
Поява Гласності в другій половині 1980-х років принесла суспільне визнання і «Акваріум» став одним з найпопулярніших гуртів. Їм було дозволено грати у великих концертних залах. Гурт з'явився на державних телеканалах і записав саундтреки для декількох фільмів, в першу чергу «Асса». У 1987 році вони записали свій перший офіційний альбом на урядовому лейблі «Мелодія». За державної підтримки та легалізованого розподілу альбом мав величезний успіх у Радянському Союзі, продалось більше мільйона копій протягом декількох місяців. Це був, однак, останній альбом, записаний цим «Акваріумом». Склад і група розпалася незабаром після цього. Гребенщиков згодом випустив два альбоми англійською мовою і гастролював з різними групами підтримки. У 1991 році, після розпаду Радянського Союзу він випустив платівки під назвами «БГ - Бенд», «Російський альбом», колекцію меланхолійних народних пісень під впливом своєї подорожі по всій Росії, а також для демонстрації повернення до свого російського коріння.

## Російський «Акваріум»
Незабаром був скликаний новий «Акваріум», хоча до складу увійшли з старого «Акваріума» Борис Гребенщиков і Олександр Тітов, він мало був схожий на оригінальну групу. Цей колектив продовжував випускати більше альбомів та проводити турне по різних країнах колишнього Радянського Союзу, Східної Європи, а також місцями громади іммігрантів з Росії у Німеччині, Ізраїлі та США. У 2007 році «Акваріум» виступив вперше в Королівському Альберт-Холлі в Лондоні. У 2008 році був створений проект «Акваріум International» за участю більше 20 музикантів зі всього світу.
Їх альбом «Кінь Білий» (рос. Лошадь белая) (2008) був випущений по аналогії з альбомом «In Rainbows» (2007) гурту Radiohead: його було запропоновано для вільного скачування у форматі mp3, коли завантажувачі приймали рішення про виплату суми, яку вони вважають за потрібну.
Хоча гурт часто критикують за відхід від їх оригінального стилю і постійні зміни в складі, що створило пізніші втілення «Акваріума» по суті гуртом Гребенщикова, колектив досі користується великим успіхом у Росії з регулярними радіо-трансляціями своїх старих і нових пісень, популярністю альбомів, і частими турами.
В 2013 році «Акваріум» у складі з Борисом Гребенщиковим, Борисом Рубекіним (клавішні), Олексієм Зубарєвим (гітара) та Олегом «Шар» Шавкуновим (перкурсія, барабани) продовжив давати концерти. У той же час директор гурту Максим Ланде розповів, що «Акваріум» припинив спілкування з пресою.

### Музичний вплив
«Акваріум» був під сильним впливом західної рок-музики, зокрема, The Beatles, Боба Ділана, Девіда Боуї, T.Rex, та прогресивного року, як Jethro Tull, King Crimson і Roxy Music, а також нової хвилі і реггі-артистів. Це знайшло відображення в часто складних композиціях групи і широких ліричних темах, навіть включаючи посилання на кельтську та індійську культури.

## Склад гурту

### Чинний склад
- Борис Гребенщиков (БГ) — вокал, гітара, автор пісень (від 1972)
- Олександр «Тіт» Титов — бас-гітара (1983—1991, 1992—1996, від 2008]
- Олексій Зубарєв — гітара (1992—1997, від 2013)
- Андрій Суротдінов — скрипка, перкусія (від 1995)
- Браян Финнеґан — флейта (від 2007)
- Гліб Гребенщиков-перкусія (від 2015)
- Ліам Бредлі — барабани (від 2011)

### Колишні учасники
- Олексій Дмітрієв — труба (2011—2017)
- Антон Боярскіх — тромбон (2011—2017)
- Сергій Богданов — саксофон (2011—2017)
- Олег «Шар» Шавкунов — перкусія, барабани, бек-вокал (1997—2015)
- Борис Рубекін — клавішні, бек-вокал (1998—2015)
- Ігор Тимофєєв — гітара, саксофон, флейта, кларнет, мандоліна, бек-вокал (2003—2017)

## Офіційна дискографія

### Студійні альбоми
- 1981 — Синий альбом
- 1981 — Треугольник
- 1981 — Электричество. История Аквариума — Том 2
- 1982 — Акустика. История Аквариума — Том 1
- 1982 — Табу
- 1983 — Радио Африка
- 1984 — Ихтиология
- 1984 — День серебра
- 1985 — Дети Декабря
- 1986 — Десять стрел
- 1987 — Равноденствие
- 1987 (2011) — Наша Жизнь с Точки Зрения Деревьев
- 1989 (2007) — Феодализм
- 1993 — Любимые песни Рамзеса IV
- 1994 — Пески Петербурга
- 1994 — Кострома mon amour
- 1995 — Навигатор
- 1996 — Снежный лев
- 1997 — Гиперборея
- 1999 — Ψ
- 2002 — Сестра Хаос
- 2003 — Песни рыбака
- 2005 — ZOOM ZOOM ZOOM
- 2006 — Беспечный русский бродяга
- 2008 — Лошадь белая
- 2009 — Пушкинская, 10
- 2011 — Архангельск
- 2013 — Аквариум плюс
- 2014 — Соль
- 2018 — Время N
- 2020 — Знак Огня
- 2020 — Тор
- 2022 — Дом Всех Святых